# Millerscheider Bachtal
Koordinaten: 50° 51′ 48″ N, 7° 27′ 0″ O

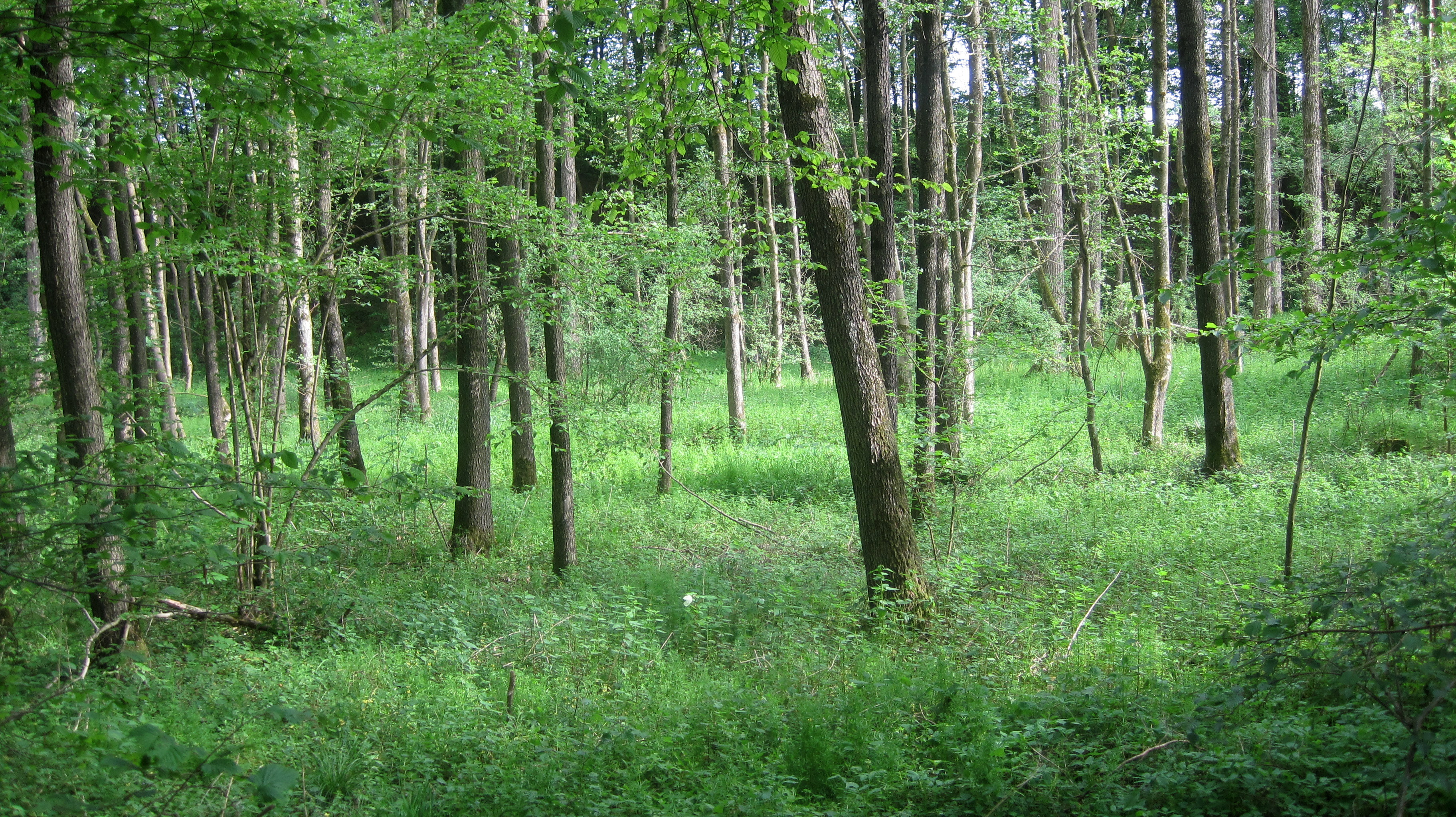
Naturschutzgebiet Millerscheider Bachtal (Mai 2017)

Das Naturschutzgebiet Millerscheider Bachtal liegt auf dem Gebiet der Gemeinde Ruppichteroth im Rhein-Sieg-Kreis in Nordrhein-Westfalen.
Das Gebiet erstreckt sich nordwestlich des Kernortes Ruppichteroth und nordwestlich des Ruppichterother Ortsteils Hambuchen. Westlich des Gebietes verläuft die Landesstraße L 350, östlich die Kreisstraße K 55 und südlich die L 312. Westlich fließt der Brölbach, ein rechter Zufluss der Sieg.

## Bedeutung
Das etwa 35,7 ha große Gebiet wurde im Jahr 2011 unter der Schlüsselnummer SU-120 unter Naturschutz gestellt. Schutzziele sind der Schutz und der Erhalt eines Bachtales mit einem weitgehend naturnahen Bachlauf sowie Feucht- und Magergrünländern.